# Llano Suchiapa
Llano Suchiapa är en ort i Mexiko.   Den ligger i kommunen Santa María Petapa och delstaten Oaxaca, i den sydöstra delen av landet, 500 km sydost om huvudstaden Mexico City. Llano Suchiapa ligger 227 meter över havet och antalet invånare är 2 465.
Terrängen runt Llano Suchiapa är platt österut, men västerut är den kuperad. Terrängen runt Llano Suchiapa sluttar österut. Runt Llano Suchiapa är det ganska glesbefolkat, med 45 invånare per kvadratkilometer. Närmaste större samhälle är Matías Romero, 2,1 km nordost om Llano Suchiapa. Omgivningarna runt Llano Suchiapa är en mosaik av jordbruksmark och naturlig växtlighet.